# 夜の刑事
『夜の刑事』（よるのけいじ、イタリア語: Un Detective）は、1969年に公開されたロモロ・グェッリエリ監督、フランコ・ネロ主演のイタリアのユーロ・クライム。ルドヴィコ・デンティスの小説『Macchie di belletto』を原作としている。

## あらすじ
弁護士のフォンタナは、ローマ警察の悪徳刑事ベッリに、頼んで息子のミーノとイギリス人歌手サンディ・ブロンソンを別れさせようとする。また、ミーノはディスコ経営者のロマニスと2人でレコード会社を立ち上げフォンタナの後妻・ベラが資金を援助しているため、ついでにロマニスの動向も探ってほしいとベッリに頼む。
さっそくベッリは就労ビザをだしにサンディを脅す。次いで、彼はロマニスの自宅へ行き、本人の遺体を見つける。現場には顔の部分が切られた女性のヌード写真が残っていた。また、アパートの管理人の証言から、最後にロマニスと会った人物がサンディだと判明する。のちにサンディがロマニスと浮気しており、それを知ったミーノがロマニスとケンカしていたことがサンディ本人の口から語られる。
ベッリはロマニスが写真をだしに誰かを脅そうとしていたか、痴情のもつれからミーノが殺した可能性を考え、ヌード写真の被写体を調べるが、サンディは全否定し、ベラに至っては写真の人物と身体的特徴が合っていなかった。その中で、彼は人気のフレンチ・ポップス歌手エマニュエルがロマニスと契約していることを知る。不審に思ったベッリが彼女に尋問したところ、彼女がランディという医者からドラッグを処方されており、その人物が最近事故死したことが判明する。
やがて、サンディはヌード写真の女性が自分であることを白状し、ロマニスに脅されていたことは認めたものの、ミーノと2人でネガを取り返しに行った時点では死んでいたと説明する。
これにより、ベッリの捜査は振出しに戻る。
やがて、ベラの姉にしてフォンタナの前妻が薬物中毒で死に、彼女の主治医もランディだったことが判明する。そんな中、ミーノとサンディがそれぞれ殺される。
そこで、ベッリは一連の事件がロマニスの事件と関連があるのではないかと思い始める。
そして、12月のある夜、ベッリはベラを呼び出し、真相を告げる。
実は、ベラはランディと婚約関係にあり、姉を薬物中毒死させた後、フォンタナの後妻となった。また、ロマニスはそのことで彼女を脅していたこと、さらにサンディはそれを知ったということで、それぞれベラの毒牙にかかった。
そして、ベッリもまた、ベラに殺された。

## キャスト
| 役名         | 俳優                   | 日本語吹替                                 |
| 役名         | 俳優                   | NETテレビ版                                |
| ------------ | ---------------------- | ------------------------------------------ |
| ベッリ       | フランコ・ネロ         | 納谷悟朗                                   |
| ベラ         | フロリンダ・ボルカン   | 二階堂有希子                               |
| フォンタナ   | アドルフォ・チェリ     | 森山周一郎                                 |
| サンディ     | デリア・ボッカルド     | 池田昌子                                   |
| バルド       | レンツォ・パルメール   | 細井重之                                   |
| ミーノ       | マウリツィオ・ボヌリア | 神谷明                                     |
| クラウディオ | ロベルト・ビサッコ     | 徳丸完                                     |
| フランカ     | ラウラ・アントネッリ   | 鈴木れい子                                 |
| 不明 その他  |                        | 嶋俊介 国坂伸 広瀬正志 仲木隆司            |
|              |                        |                                            |
| 演出         | 演出                   | 高桑慎一郎                                 |
| 翻訳         | 翻訳                   | 宇津木道子                                 |
| 効果         | 効果                   | 大野義信                                   |
| 調整         | 調整                   | 山田太平                                   |
| 制作         | 制作                   | ザック・プロモーション                     |
| 解説         | 解説                   | 児玉清                                     |
| 初回放送     | 初回放送               | 1976年12月4日 『土曜映画劇場』 21:00-22:26 |